# Алтай (хоккейный клуб, Усть-Каменогорск)
«Алтай» (каз. Altay) — хоккейная команда из Усть-Каменогорска (Казахстан). Выступал в Чемпионате Молодёжной хоккейной лиги. Являлся молодёжной командой хоккейного клуба «Торпедо».

## История

### Основание
Клуб основан 1993 году под названием «Торпедо Юниор» и выступал в чемпионате Казахстана. В 1996 году назывался «Торпедо U18», с 1997 — «Торпедо Юниорс». С 2015 годов — «Алтай».

### Чемпионат Казахстана
- Сезон 1993/94 5 место
- Сезон 1996/97 3 место
- Сезон 1997/98 4 место

### НМХЛ
В сезоне 2015/2016 команда начала выступления в Национальной молодёжной хоккейной лиге
В сезоне 2015/2016 «Алтай» занял 9 место в Восточной конференции и не пробился в плей-офф.

### МХЛ
25 июля 2016 года на заседании Правления Молодёжной хоккейной лиги было объявлено, что начиная с сезона 2016/2017 команда будет играть в Молодёжной хоккейной лиге.
В сезоне 2016/2017 команда заняла последнее 16 место в Восточной конференции и не попала в плей-офф.
В сезоне 2017/2018 команда заняла предпоследнее 15 место в Восточной конференции и осталась за бортом плей-офф.
В сезоне 2018/2019 команда сменила тренера, им стал Александр Артёменко. В чемпионате «Алтай» занял последнее 16 место в Восточной конференции.
В сезоне 2019/2020 тренером стал Болякин, Олег Владимирович. По ходу сезона команда занимала 3 место в турнирной таблице, но после череды проигрышей начала занимать 13 место.

## Участники Кубка Вызова МХЛ
- 2017 — Захар Пархоменко Н
- 2018 — Адиль Бекетаев З
- 2019 — Илья Рыжий З
- 2020 — Стас Петросян Н, Герман Шапорев Н

## Домашняя арена
Команда выступает на той же арене, что и взрослая команда «Торпедо» — Дворец спорта имени Бориса Александрова.